# Codajás (ort)
Codajás är en ort i delstaten Amazonas i nordvästra Brasilien. Den är centralort i en kommun med samma namn, och folkmängden uppgick till cirka 15 000 invånare vid folkräkningen 2010. Codajás är belägen längs Amazonfloden.